# 平成タイムボカン
『平成タイムボカン』（へいせいタイムボカン）は、1996年4月から1997年3月まで放送された、『タイムボカンシリーズ』のラジオ番組、もしくは番組内で放送されたラジオドラマ。放送開始から10月まではNACK5で、10月以降はRFラジオ日本で放送された。

## 概要
『タイムボカン王道復古』で一度限りの復活を遂げたタイムボカンシリーズではあったが、制作者やファンの間では「もう一度テレビシリーズを」という思いは常に存在しており、それに応える形で放送された。
前半はシリーズで主要キャラを務めた小原乃梨子と脚本面でシリーズ全体に関わった小山高生がメインパーソナリティとなり、シリーズ復興運動に関する話やリスナーからの葉書を取り上げたり、同じくシリーズに深く関わったスタッフをゲストに呼ぶなどする情報番組で、後半は「別の道を歩んでいたドロンボーの三人がまたトリオを結成する」というシチュエーションの連続ドラマが放送された。
これらの活動の甲斐もあり、タイムボカンシリーズは2000年に『タイムボカン2000 怪盗きらめきマン』で単発ながらテレビシリーズを放映する事が出来た他、2008年には『ヤッターマン』がリメイクされて放映される等、一定の地位を確立している。

## 主題歌
平成タイムボカンの歌
作詞・作曲：山本正之／編曲：藤原いくろう／歌：山本まさゆきとピンク・ピッギーズ
ラジオドラマだけでなく、番組全体のオープニングテーマ。『タイムボカン』から『逆転イッパツマン』までの主題歌のフレーズが曲中に挿入されており、シリーズ全体を統括する歌でもある。なお、山本が主題歌に関わっていなかった『イタダキマン』は入っていない。
なお、番組開始時には小原と小山による「ヤッター、シリーズ復活の夢、みんなで見たのも自然だマン、悩み・もめごとお助けするワン、長らくお待たせやっと出た、イッパツイタダキおだてブタ、天下無敵の平成タイムボカン!」という、全シリーズのキーワードを挿入した口上が述べられていた。
ZEったい消エナイ
作詞・作曲：山本正之／編曲：藤原いくろう／歌：山本まさゆき
エンディングテーマ。従来のシリーズのようなEDとは違い、シリーズ復活への想いがこめられており、山本の独自色が若干強い。

## 復活！世直しドロンボー
ラジオドラマ第一弾。今まで散々悪事を働いてきた『ヤッターマン』のドロンボー一味が正義と世直しに奔走する。脚本を担当した小山によると、三悪を主人公にすると、人気でも子供向けにならなかったので、苦肉の策として善玉に変更したという経緯がある。毎回で扱うテーマも、当時話題になっていたコギャルや住専問題等、社会性のあるものをネタにしており、広い世代へのアピールを狙っていた。
全12話で、後に「平成タイムボカン CDシネマ 1 - 3巻」に収録された。

### スタッフ
- 脚本・構成：小山高生
- 音楽：山本正之、神保正明
- 音響監督：水本完
- 音響制作：ザック・プロモーション
- 監修：笹川ひろし
- ディレクター：永田守弘
- Cover Illustration：天野嘉孝
- Cover Design：田崎昇子
- Jacket Editing：沼里美佐

## カエッテキタマン
ラジオドラマ第二弾。ドロンボーが再び悪に目覚めて、新たなヒーロー「カエッテキタマン」と争う、従来のシリーズと同じフォーマットで作られている。なお、カエッテキタマンとその僕「オカエリマン」は今までの「一号、二号」のポジションではあるが、「女性キャラが一号、男性キャラが二号」となっているのが大きな違い。この形は後の「きらめきマン」でも引き継がれている。また、カエッテキタマンの声優は4話ごとに交代し、反響によって正式に声優を決定するという手法が取られる予定であったが、そこまでシリーズが続かず、予定していた全員が担当したと同時に終了した。
全16話で、後に「平成タイムボカン CDシネマ 4 - 7巻」に収録された。

## 登場キャラクター

### ドロンボー一味
テレビシリーズ終了から13年後（OVAからは三年後だが、『王道復古』のストーリーとは若干矛盾している）、別の道を歩んでいたドロンボー一味であったが、とある事情で再会した際、ボヤッキーがラスベガスのカジノで大儲けし、6850億円の資産を手に入れていた事が分かった。折角再会したのに悪事をする必要も無くなってしまった三人は、どうせならと資産を元手に世直しをする事を決意、「世直しドロンボー」を結成する。善玉になったおかげか、作中ではほとんど敗北しなかった。中盤から登場した口上は「（ドロンジョ）右も左も真っ暗闇の二十世紀も世紀末、（トンズラー）西に不正がはびこるならば駆けつけ叩いてぶっ潰し、（ボヤッキー）東に悪がのさばるならばやめなさいよと肩叩く、（ドロンジョ）平成の世にキラリと輝く三つ星、世直しドロンボー！（3人で）天に代わってただ今到着！」であり、ほぼそのままの形で『きらめきマン』の花の刑事トリオに受け継がれている。
「カエッテキタマン」においては、今までの働きですっかり正義に目覚めていたドロンボー一味であったが、参議院議員になったボヤッキーの突然の辞職を機に「正義の味方アレルギー」に発症してしまい、「悪事を働く」という治療法の下、今まで通りのドロンボー一味に戻る。おかげでテレビシリーズに比べてややマイルドな性格になっているものの、元々悪党時代の方が長かったので、これはこれで性に合っていた。「カエッテキタマン」での口上は「（ドロンジョ）過去も未来もお宝だらけ、タイムトラベル気まま旅、（トンズラー）過去にお宝あるならば駆けつけ叩いて横取りし、（ボヤッキー）未来にお宝あるならばよこしなさいよと肩叩く、（ドロンジョ）平成の世にキラリと輝くドロンボー！、（3人で）天に代わってただ今到着！」と「世直しドロンボー」をアレンジしたものだった。
なお、「歴代三悪が前作のキャラになったかのように振舞う（『ゼンダマン』のアクダマンが2話において一瞬だけドロンボーになる等）」という楽屋ネタはこれまでも見られたが、今作ではそれが顕著になっており、初代『タイムボカン』マージョ一味から『イタダキマン』の二束三文トリオまでを統括したようなキャラクターになっている（ドロンジョが「8年間も戦ってきた」等）。一方で第26話ではタイムスリップした先で『ヤットデタマン』のミレンジョ一味と鉢合わせするシーンもある。また、三悪の声優繋がりのギャグがやや多めになっており、ドロンジョが「ドラエもん（「ドラえもん」ではない）からどこでもドアを借りてきた」といったシーンもある。
ドロンジョ
声 - 小原乃梨子
テレビシリーズと変わらずドロンボー一味のリーダー。普段は代官山で「ぶちっくドロンボー」という名のバーを経営しており、カウンターにはテレビシリーズに登場したメカなどの玩具が並べられている。
ボヤッキー
声 - 八奈見乗児
相変わらずのメカ担当であるが、ドロンボー一味の再結成の発端等、物語の根底にも深く関わっている。なお、『王道復古』で経営していた蕎麦屋は夜逃げしており、妻のおハナも登場しない。
トンズラー
声 - たてかべ和也
こちらも変わらず、ドロンジョと共に様々な事件に立ち向かう。職業はプロレス団体「WHH」の社長である。なお、独身だった王道復古とは大きく異なり、18歳になる娘がいる。

### カエッテキタマン
ドロンボー一味と戦う正義の味方。ではあるが他と比べると正義感や使命感は比較的薄く戦闘中にバックがドロンジョに誘惑されるとカムが怒り追いかけまわして終了するなど決着がつかない事もしばしば。トッキュウマンモスを駆り、あらゆる時間を行き来する。口上は「過去と未来を十字に結び、帰ってきたぞ世紀末、時を越え、時を駆け抜けカムバック！カエッテキタマン、只今帰還！」「その忠実なるしもべ、オカエリマンも一緒に帰還！」。『きらめきマン』のベースとなった。
なお、ラジオドラマの特性上二人の外見は不明だが、CDのジャケットを見る限りではヤッターマンに近く、帽子の「Y」が「K」に変わっている。
カム
声 - 4話ごとに折笠愛、林原めぐみ、桜井智、宮村優子
財勘定の孫娘の女子中学生にして正義の味方、カエッテキタマン。普段は祖父の指示を受けて過去未来を旅し、掘り出し物のアンティークを集めている。なお、担当した声優はいずれも第三次声優ブームの中心人物であり、声優投票は話題作りの一環でもあった。
バック
声 - 岡野浩介
カムのボーイフレンドにして、忠実なるしもべオカエリマン。こちらも普段はカムの手伝いで時間旅行をしている。ナレーションからもぞんざいに扱われるほどに影が薄い。なお、音楽担当の山本は同時期に「復旧オカエリマンの歌」を作曲しているが、名前が同じだけで特に繋がりは無い。
財 鑑定（たから かんてい）
声 - 藤本譲→緒方賢一
アンティークショップ「からくさ堂」の主人で、世界一の目利き。通称「銭勘定」「アンティーク界の帝王」。14年前、オストアンデル市のがらくた市で売りに出されていたトッキュウマンモスを購入して、それ以来あらゆる時代から珍品を集めている。ボケっぷりがすごくカム曰く「奇人変人コーナーに出られる」ほど。

### その他
ハッピー
声 - 川上とも子
ボヤッキーの娘で、外見は完全なマゴギャル。言動や行動もそれに準じている（ドロンジョをオバチャンと呼ぶなど）が根は良く、ボヤッキーとの親子関係も悪くはない。しかし、コギャル言葉にはボヤッキーも少々悩んでいるようである。
さすらいのMASA
声 - 山本正之
「女子中学生が泣いて喜びそうなアニメ風美形キャラ」で、謎のシンガーソングライター。その正体はカラオケ界の守り神「絶唱カラオケマン」。ドロンボーのスーパータイムガイコッツ2にヒッチハイクで同乗する。歴代シリーズにおいて山本が声を担当したキャラの系譜ではあるが、より山本本人に近いキャラクターで描写されているのが特徴（「MASA」は山本の愛称）で、初登場時に口ずさんでいた歌は山本のオリジナル曲である「LEXINGTON」。
時 ワタル（とき ワタル）/ヤットデタマン
声 - 曽我部和恭
『ヤットデタマン』の主人公。
姫栗 コヨミ（ひめくり コヨミ）
声 - 三浦雅子
『ヤットデタマン』のヒロイン。
ミレンジョ姫（ミレンジョひめ）
声 - 小原乃梨子
ジュリー・コケマツ
声 - 八奈見乗児
アラン・スカドン
声 - たてかべ和也
ささやきレポーター
声 - 不明
小山カメラマン
声 - 不明
講釈師
声 - 不明
ナレーター
声 - 堀内賢雄
富山敬が逝去してから、初めてのシリーズでのナレーションであり、過去のシリーズのナレーター同様に説明やツッコミを入れたり入れられたりしている。なお、初代の富山や2代目の鈴置洋孝のナレーションに比べてゆっくりと聞き取りやすく話す傾向がある。

## 登場メカ
スーパーマシン4704
通称世直し号。ボヤッキーが三年かけて開発した、世直しドロンボーのメインメカ。時間旅行ができない点を除けば、歴代メカの中で最も性能が高く、速すぎて目的地を一瞬で通り過ぎてしまう程。戦闘力も高いと思われるが、「世直し」というテーマの関係上、実際に戦う事は少なかった。『ヤッターマン』のゾロメカを生み出す事も可能。
超タイムガイコッツ2
カエッテキタマンにおいて、ボヤッキーが三ヶ月で制作したメインメカ。世直し号と違い時間旅行が可能で、これを使って過去未来から気ままに珍品を集めようとしていたが、正義の味方アレルギーのおかげで、悪事を用いて珍品集めをする破目になる。
トッキュウマンモス
『逆転イッパツマン』におけるトッキュウマンモスと同一のもの。14年前（放送終了後）に何故かがらくた市に出されていたものを財鑑定がそれと知らず購入した事で、カエッテキタマンのメインメカとなる。当然三冠王にも変形できるが、弾丸ブースター号は登場しない。
大巨神（だいきょじん）
声 - 不明

### ワンポイントキャラ / コクピットメカ
データ出たマン
声 - 堀内賢雄
世直し号等に搭載されているメカで、ふくろう博士のような姿をモニターに出す。毎回のテーマに関する情報を述べて啓蒙する役割だが、何故か毎回ボヤッキーを批判してから引っ込むので、ボヤッキーがツッコミを入れるのが恒例になっている。
ハリセン親父
声 - 緒方賢一
ドロンジョが胸のある部分を押すと胸の中から現れ、激しいツッコミを入れる。チャンバラトリオのリーダーのような姿で、なまはげ風に「悪い子はいねが～！」の言葉と共にハリセンを二発入れるのが基本パターン。
オロカブ
声 - 不明
この他にも、おだてブタを始めとした各シリーズのキャラが登場したり、ドロンボー達が『逆転イッパツマン』で使われた「シビビーン」のリアクションを取ったりしていた。